# Királyok völgye 13

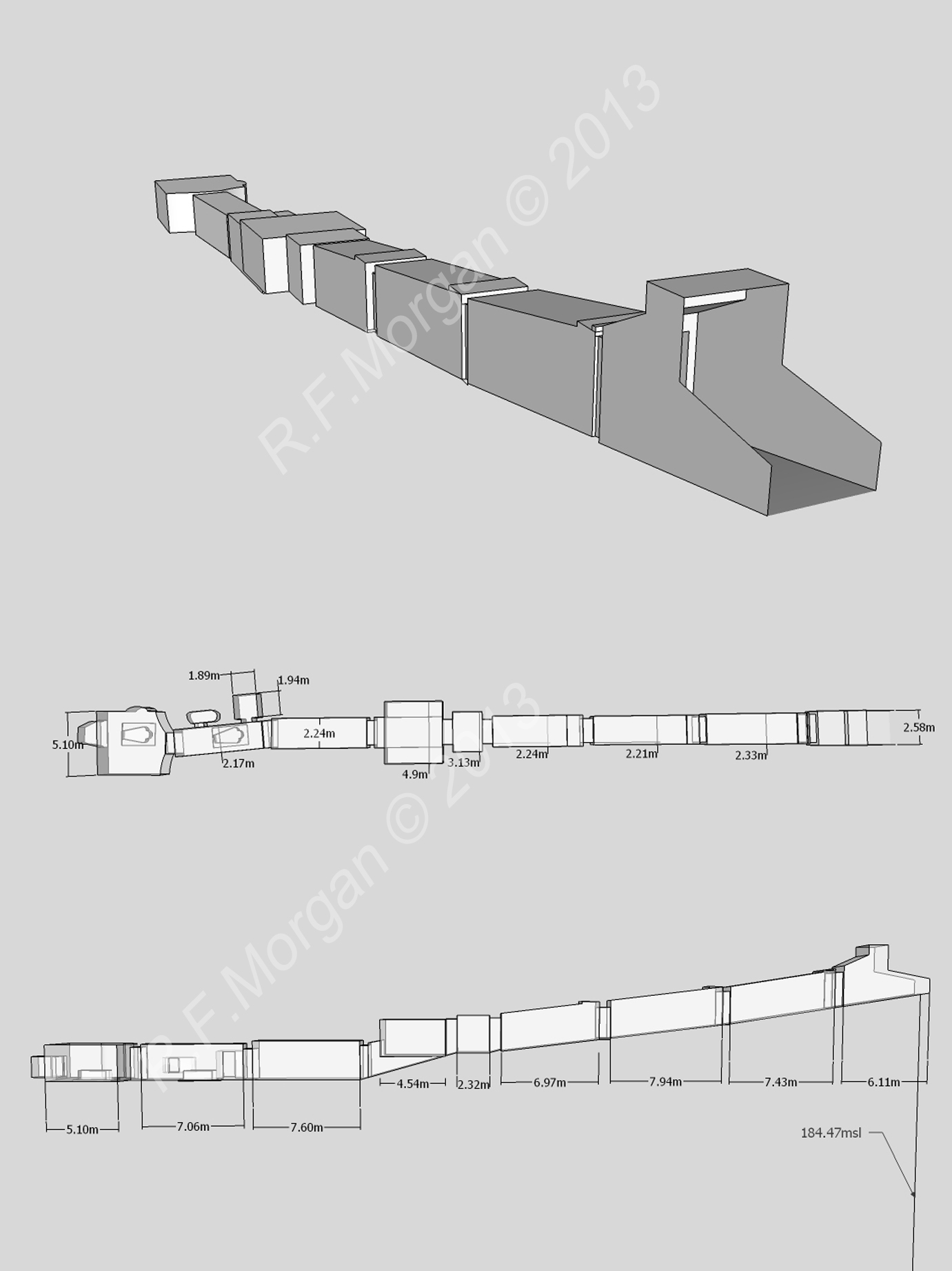
A sír izometrikus képe, alaprajza és oldalnézeti metszete egy 3D-modell alapján

A Királyok völgye 13 (KV13) egy egyiptomi sír a Királyok völgye keleti völgyében, a délnyugati vádi délnyugati ágának végében. Közel található II. Széthi, Sziptah és Tauszert sírjához, utóbbira kialakításában és dekorációjában nagyban hasonlít.
A sír XIX. dinasztia idején élt Bay kancellár számára épült, aki fontos szerepet töltött be a fiatalkorú Sziptah uralkodása alatt, olyannyira, hogy ebben az időben ritka módon megengedték neki, hogy a Királyok völgyébe temetkezzen. Bay azonban később kegyvesztett lett és kivégezték. Fel nem használt, befejezetlenül maradt sírjába később a XX. dinasztia két hercege, Montuherkhopsef és unokaöccse, Amonherkhopsef temetkezett.
A sír az ókor óta ismert. Richard Pococke térképezte 1737-38-ban, majd a napóleoni expedíció 1799-ben és James Burton 1825-ben. Feltárását Hartwig Altenmüller végezte el 1988-1994 között.

## Leírása
A sír egyenes tengelyű, 71,37 m hosszú, területe 180,99 m². Egy lépcsős bejárati folyosót három lejtős folyosó követ, majd egy kisebb, utána egy nagyobb kamra következik. Ezt két újabb folyosó követi – a másodikból jobb felé két oldalkamra nyílik –, majd a sírkamra következik. A sírkamra előtti két folyosó kissé eltérő irányú, így Altenmüller feltételezése szerint Bay sírja eredetileg eddig készült el, a sírkamra és az azt közvetlenül megelőző folyosó a két herceg temetkezéséhez készült. Ebben a két helyiségben találták meg a két szarkofágot. Ezekbe III. Ramszesz egyik fia, Montuherkhopsef, valamint VI. Ramszesz fia, Amonherkhopsef temetkeztek.
A falakat valószínűleg vakolatba vésett mélydombormű és festés díszítette. A sír az áradások miatt különösen veszélyeztetett, mert bejárata a víz útjában fekszik, emiatt díszítése jelentős mértékben elpusztult, csak az első három folyosón maradtak fenn nyomokban a Halottak Könyve jelenetei, illetve az elhunytat és isteneket ábrázoló jelenetek. A víz telehordta a sírt törmelékkel.

## Külső hivatkozások
- Theban Mapping Project: KV13